# MOS Technology 6510
 (mai 2015).
Le MOS Technology 6510 est un microprocesseur 8 bits conçu en 1981 par MOS Technology Inc., la division de composants électroniques de la société Commodore. C'est une forme modifiée du très réussi MOS Technology 6502.

## Caractéristiques
Le principal changement par rapport au 6502 a été l'ajout d'un port d'entrées/sorties de 8-bits à usage général (seulement six broches d'entrées/sorties sont disponibles dans la version la plus courante du 6510). En outre, le bus d'adresses supportait trois états.
Le 6510 n'a été utilisé en grande quantité que pour équiper le Commodore 64 et ses variantes. Dans le C64 les broches supplémentaires du processeur ont été utilisées pour contrôler l’agencement mémoire de l'ordinateur via la permutation de plages et également pour contrôler trois des quatre lignes de signaux du magnétophone servant à la sauvegarde : la commande du moteur électrique, la détection de l'appui sur une touche et l'écriture des lignes de données (la ligne de données de lecture était gérée par un autre circuit). Il était possible, en écrivant le bon motif de bits à l'adresse $01, d'exposer complètement la presque totalité des 64 Ko de mémoire vive dans le C64, ne laissant aucune partie de la ROM ou des entrées/sorties visibles sauf pour les ports d'entrées/sorties processeur lui-même.